# Antonio González Balcarce

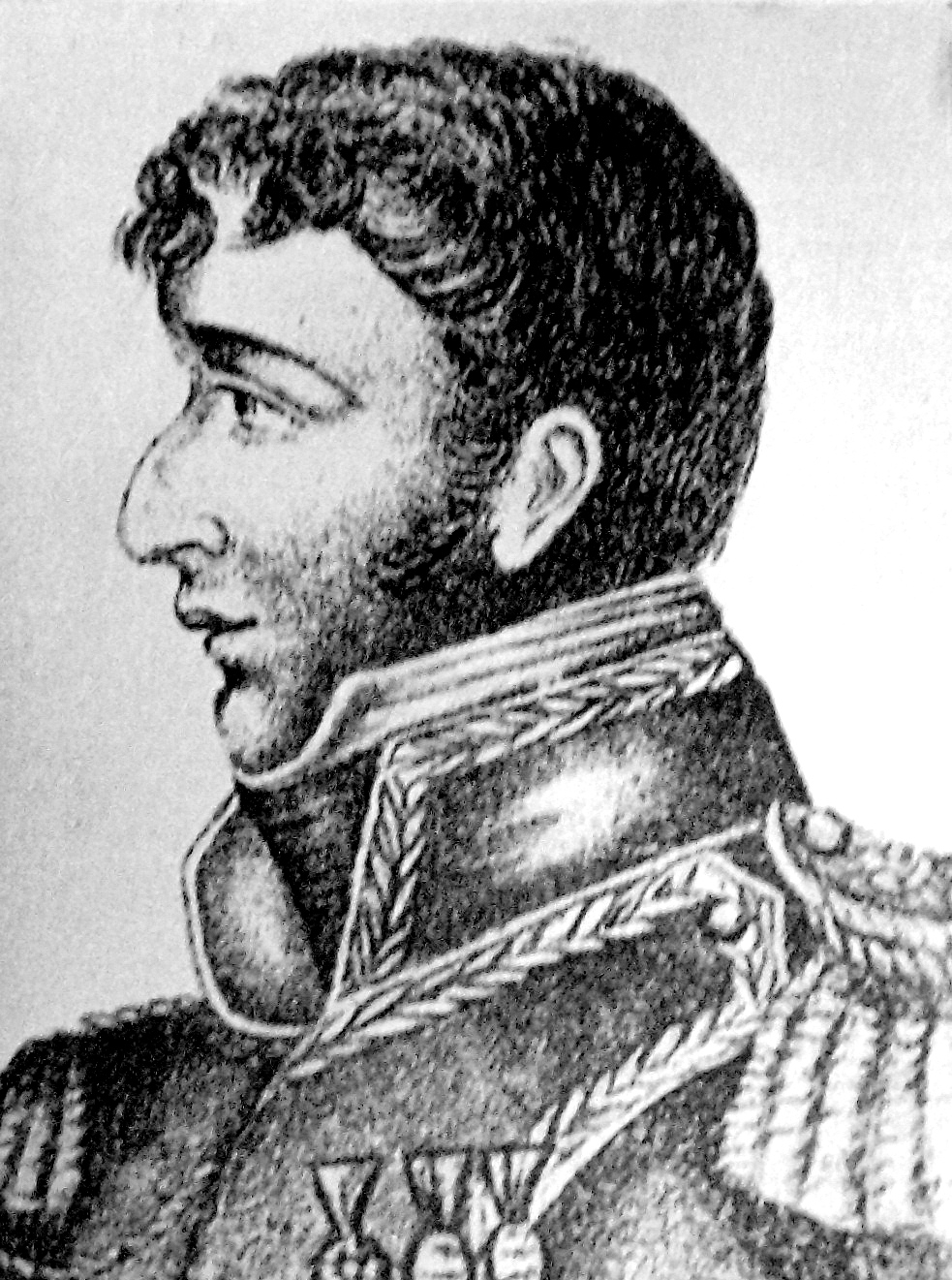
Antonio González Balcarce

Antonio González Balcarce (* 1774 in Buenos Aires; † 1819 oder 1820 ebenda) war ein argentinischer Offizier und Politiker. Von April bis Juli 1816 war er als Director Supremo Staatsoberhaupt der Vereinigten Provinzen des Río de la Plata.

## Leben
Antonio González Balcarce kam als Sohn eines spanischen Offiziers in Buenos Aires zur Welt. Als Kadett trat er in das Regiment seines Vaters ein und erreichte den Rang eines Hauptmannes.
Als die Briten 1807 unter John Whitelocke Montevideo einnahmen, geriet er in britische Gefangenschaft und wurde nach Europa gebracht. 1808 wechselte Spanien die Seiten, und González Balcarce kämpfte mit den Briten im Unabhängigkeitskrieg gegen Napoléon. Dabei stieg er zum Oberstleutnant der Kavallerie auf.
1809 kehrte er nach Buenos Aires zurück und schloss sich im Jahr darauf der Unabhängigkeitsbewegung an, die für ein eigenständiges Argentinien eintrat. Nach dem Sturz des spanischen Vizekönigs berief ihn die Regierungsjunta zum General im Expeditionsheer, das unter dem Oberbefehl von Francisco Ortiz de Ocampo ins Hochland von Peru entsandt wurde.
Im August 1810 ergriffen Truppen unter Befehl von Francisco Ortiz de Ocampo und seinem Stellvertreter Antonio González Balcarce den ehemaligen Vizekönig Santiago de Liniers, der die royalistischen Kräfte befehligte. Liniers wurde am 26. August standrechtlich erschossen. Da Ortíz de Ocampo in den Augen der Junta in Bunos Aires zu weit gegangen war, erhielt González Balcarce den Oberbefehl über die erste Hilfsexpedition für Oberperu. Er wurde zwar von den Spaniern bei seinem Vorstoß ins heutige Bolivien in der Schlacht von Cotagaita geschlagen und musste sich zurückziehen, aber in der Schlacht von Suipacha legte er den Grundstein für die (zeitweilige) Befreiung des Landes. Mit seiner Niederlage in der Schlacht von Huaqui im Juni 1811 und dem Verhalten von Juan José Castelli gegenüber den Oberperuanern ging die Real Audiencia von Charcas wieder in den Besitz der Spanier über. Bei der Rückkehr nach Buenos Aires enthob ihn daher ein Kriegsrat seines Kommandos.
Am 20. April 1815 wurde José Rondeau zum Director Supremo der Provincias Unidas del Río de la Plata gewählt; da er im Hochland von Peru auf einem Feldzug war, übernahm zunächst Ignacio Álvarez Thomas die Regierungsverantwortung, während González Balcarce zum Bürgermeister von Buenos Aires ernannt wurde.
Am 17. April 1816 wurde González Balcarce zum Nachfolger von Álvarez Thomas als Director Supremo und damit zum Staatsoberhaupt gewählt. Er führte die Verhandlungen mit José Gervasio Artigas, der die nach Unabhängigkeit strebende Provinz Santa Fé (das heutige Uruguay) vertrat. Bereits am 9. Juli des Jahres wählte der Kongress von Tucumán am Tag der Unabhängigkeitserklärung Juan Martín de Pueyrredón zum neuen Director Supremo.
1817 zog Antonio González Balcarce mit dem Expeditionsheer unter José de San Martín über den Andenhauptkamm nach Chile; in der Schlacht von Maipú im April 1818 befehligte er die Infanterie.
Danach wandte er sich nach Süden, um dort die spanischen Royalisten zu bekämpfen. Die Belagerung von Valdivia musste er aufgeben, weil seine Gesundheit schon stark beeinträchtigt war. Er reiste zurück nach Buenos Aires, wo er bald darauf starb und in der Rosenkranz-Basilika beigesetzt wurde.